# Hausraitenbuch

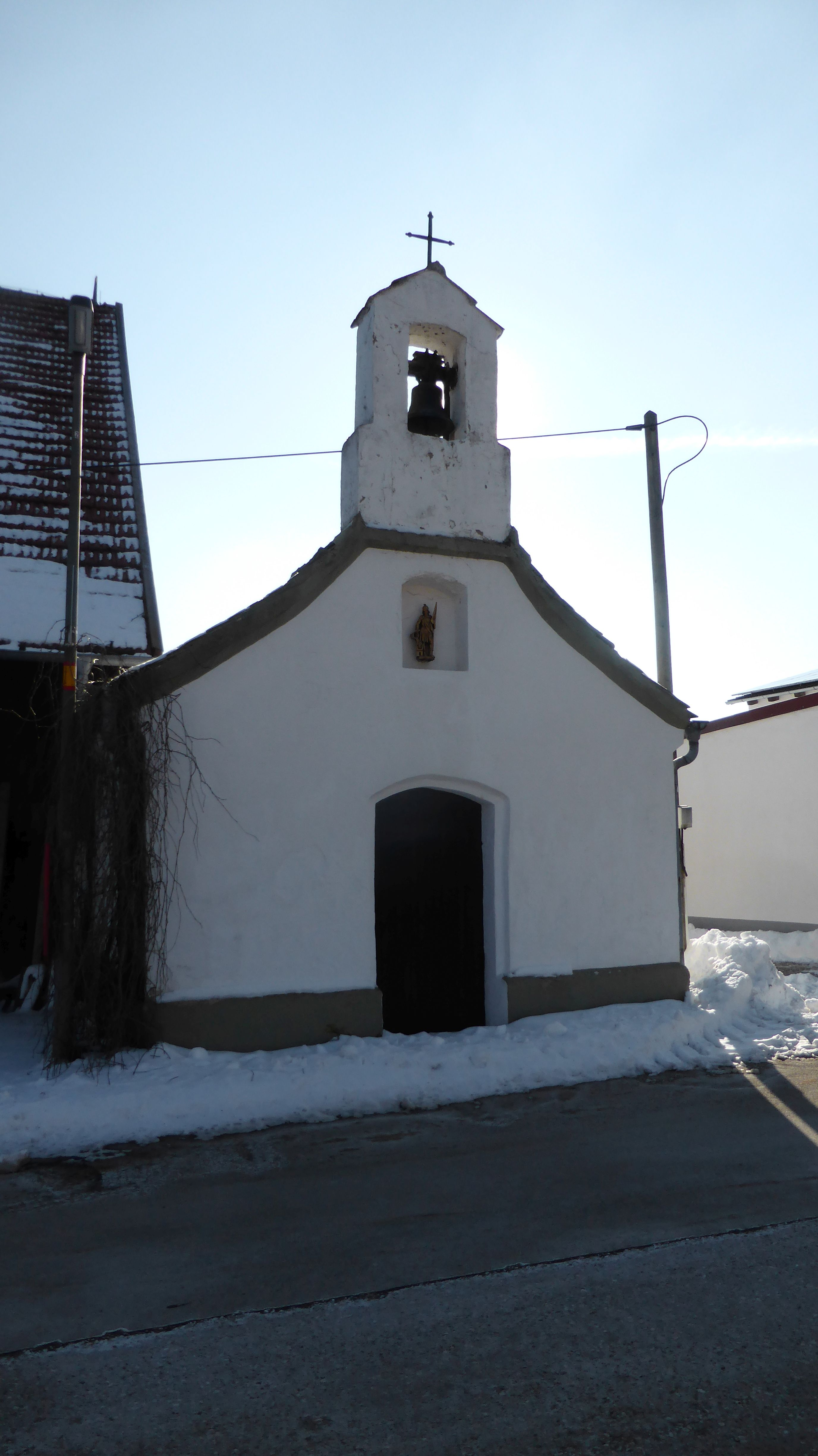
Die Marienkapelle

Hausraitenbuch ist ein Gemeindeteil des Marktes Hohenfels in Landkreis Neumarkt in der Oberpfalz in Bayern.

## Geographische Lage
Der Weiler liegt im oberpfälzischen Jura der Südlichen Frankenalb etwa 5 km südlich von Hohenfels auf ca. 518 m ü. NHN. Der Ort ist über eine Gemeindeverbindungsstraße von der Kreisstraße NM 32 her zu erreichen. Diese Verbindungsstraße führt weiter über die circa 1 km südlich verlaufende Bundesautobahn 3 zu dem Hohenfelser Gemeindeteil Gunzenhof; die nächste Autobahnauffahrt ist die AS 95 Beratzhausen. Eine weitere Gemeindeverbindungsstraße führt von Hausraitenbuch aus in westlicher Richtung zur Kreisstraße NM 34.

## Geschichte
Hausraitenbuch war Sitz des erstmals 1126/29 erwähnten Edelgeschlechtes der Raitenbucher als Ministerialen des Hochstifts Regensburg. Diese nannten sich ab 1200 Hohenfelser, nachdem sie die Burg Hohenfels errichtet und ihren Herrschaftsmittelpunkt dorthin verlagert hatten. Bei Hausraitenbuch stand auch der Galgen dieser Herrschaft. Nachdem das Hochstift im benachbarten Raitenbuch einen neuen Ministerialensitz errichtet hatte, wurde im Spätmittelalter der wohl noch in Resten vorhandene alte Sitz als Hausraitenbuch gekennzeichnet. Die Lösung vom Hochstift erfolgte 1445, als Hanns von „Raidenbuch“ u. a. „Hausraidenbuch“ gegeben wurde. 1585 starb das Geschlecht aus, Nachfolger waren die Parsberger. Um 1600 ist im Kartenwerk von Christoph Vogel der Ort als „Hauß/Haus Raitenbuch/Raitenpuech“ verzeichnet. Gegen Ende des Alten Reiches, um 1800, bestand Hausraitenbuch unter der hohen Gerichtsbarkeit des oberpfälzischen Amtes Hohenfels aus einem Dreiviertelhof, einem Viertelhof, der der Hofmark Raitenbuch gehörte, und zwei kleineren Anwesen.
Im Königreich Bayern wurde um 1810 der Steuerdistrikt Raitenbuch im Landgericht Parsberg (später Landkreis Parsberg) aus zwölf Orten gebildet, unter ihnen das Dorf Hausraitenbuch. Mit dem zweiten bayerischen Gemeindeedikt von 1818 entstand daraus die gleichnamige Ruralgemeinde mit nunmehr sieben Orten (im 20. Jahrhundert elf Orte), darunter wiederum Hausraitenbuch. Diese Gemeinde wurde zum 1. Mai 1978 nach Hohenfels eingemeindet. Seitdem ist Hausraitenbuch ein Gemeindeteil von Hohenfels.

### Gebäude- und Einwohnerzahl
- 1830: 40 Einwohner, 7 Häuser in „Hausreitenbuch“[10]
- 1838: 28 „Seelen“, 6 Häuser in „Hausreuthenbuch“[11]
- 1861: 29 Einwohner, 12 Gebäude[12]
- 1871: 31 Einwohner, 11 Gebäude, an Großviehbestand 1873 4 Pferde und 24 Stück Rindvieh[13]
- 1900: 33 Einwohner, 5 Wohngebäude[14]
- 1925: 29 Einwohner, 4 Wohngebäude[15]
- 1950: 31 Einwohner, 4 Wohngebäude[16]
- 1970: 16 Einwohner[17]
- 1987: 15 Einwohner, 3 Wohngebäude, 3 Wohnungen[1]

Auch heute sind drei Wohnhäuser mit Hausnummern gekennzeichnet. Im mittleren Anwesen befindet sich als Baudenkmal die Gebäudeecke eines Bergfrieds, der wohl im 12. Jahrhundert aus großen Quadern errichtet wurde. Siehe auch Liste der Baudenkmäler in Hohenfels (Oberpfalz)#Hausraitenbuch.

### Kirchliche Verhältnisse
Hausraitenbuch gehörte seit altersher (so 1600 in dem Vogelschen Kartenwerk) zur 3 km entfernten katholischen Pfarrei Hohenfels und deren in der 2. Hälfte des 18. Jahrhunderts errichteten Expositur Oberpfraundorf im Bistum Regensburg, wohin die Kinder auch zur katholischen Schule gingen, um 1925/1950 in die etwas nähere (2,7 km entfernte) katholische Schule in Raitenbuch. – Im Anwesen Söllner befindet sich eine 1894 errichtete Marienkapelle mit Glockengiebelreiter, die als Denkmal gilt.